# 悟心洞摩崖石刻
悟心洞摩崖石刻位于中国浙江省宁波市鄞州区东吴镇天童森林公园的山腰处，为天然洞穴，南北贯通，长5.5米，最宽处1.92米，中间及两边各有3米的洞穴，北侧洞口有小路通往山间的小道，东上侧刻有“悟心洞”三字，中间并有六行小字，下部刻有“洞外有天然喜”字样，为民国石刻，南侧洞口至崖壁有一平台，为防失足设有栏杆，为钢筋混凝土结构，栏杆条为胡琴档式，2010年9月公布为鄞州区文物保护单位:428-429。